# Мадонна-делла-Роза (Кьянчано-Терме)
Церковь Мадонна-делла-Роза (итал. Chiesa della Madonna della Rosa — Церковь Мадонны с Розой) — церковь в Кьянчано-Терме (итал. Chianciano Terme), в провинции Сиена.
План, принятый Бальдассарре Ланчи, создателем комплекса, представлял собой греческий крест.
Классический фасад очень простой, четыре стороны церкви соединены под квадратной колокольней с многоугольным фонарём.
Церковь получила свое название от фрески, хранящейся внутри, на которой Мадонна изображена протягивающей розу Младенцу (работа сиенского художника XV века). Другая фреска, так называемая «Мадонна делле Карчери» (итал. Madonna delle Carceri), является сиенским произведением искусства XIV века.